# Zahnašovice
Zahnašovice är en ort i Tjeckien.   Den ligger i regionen Zlín, i den östra delen av landet, 240 km öster om huvudstaden Prag. Zahnašovice ligger 216 meter över havet och antalet invånare är 344.
Terrängen runt Zahnašovice är platt åt sydväst, men åt nordost är den kuperad.Runt Zahnašovice är det tätbefolkat, med 659 invånare per kvadratkilometer. Närmaste större samhälle är Zlín, 11,8 km sydost om Zahnašovice. Trakten runt Zahnašovice består till största delen av jordbruksmark.